# Kukulina Show
Kukulina Show era un programa de televisión chileno emitido en 1974 por Televisión Nacional de Chile. Se trata de uno de los primeros estelares conducidos por César Antonio Santis, y que contaba con la dirección de Gonzalo Bertrán, la producción musical de Camilo Fernández y en la dirección de orquesta, a Horacio Saavedra. El espacio se transmitía en horario nocturno y contaba con invitados extranjeros y nacionales, tanto cantantes como humoristas. Kukulina era el nombre de un helado de la empresa Savory, y era el principal auspiciador del show.
El espacio televisivo se gestó a través de Mariposa Producciones, una sociedad formada por Santis y Bertrán, del cual Kukulina Show fue su producto más visible. El programa se grababa en el Teatro Oriente  de Santiago, los sábados por la mañana, montando su escenografía, los viernes en la noche.
Gonzalo Bertrán, no obstante, era gerente de programación de TVN por aquel entonces, al mismo tiempo que encabezaba Mariposa Producciones, por lo que terminaba negociando consigo mismo. Por esa razón , y luego de que uno de los miembros del Comité Ejecutivo del canal denunciara este hecho a la Contraloría General de la República "por uso indebido de bienes fiscales y empleados a sueldo del canal en beneficio personal", fue despedido de TVN junto a Santis.
El programa finalizó el 29 de diciembre de 1974, con la partida de la mayor parte del equipo del programa, encabezados por Bertrán y Santis, a Canal 13.